# Dragonfly (ruimtevaartmissie)
Dragonfly (het Engelse woord voor libel) is een New Frontiers-missie van NASA naar Saturnus’ maan Titan. De Dragonfly is een door het John Hopkins Applied Physics Laboratory (APL) ontworpen zelfstandig vliegende nucleaire quadcopter-drone die onderzoek zal verrichten op Titan.
Door de geringe zwaartekracht en de dichte atmosfeer op Titan kan een drone daar met betrekkelijk weinig energieverbruik en kleine rotoren in de lucht blijven. Door gebruik te maken van een nucleaire energiebron kan de Dragonfly langdurig in bedrijf gehouden worden. Zonne-energie is er te zwak om te gebruiken. Bijkomstig voordeel van de gekozen reactor is dat deze veel restwarmte produceert die het voertuig op de juiste temperatuur houdt. 
De selectie van de missie werd op 27 juni 2019 bekendgemaakt en zou volgens de toenmalige planning in 2026 worden gelanceerd. In 2034 moet de Dragonfly op Titan landen. NASA heeft om diverse redenen, waaronder de budgettaire gevolgen van de coronacrisis, echter verzocht om de doeldatum voor de lancering een jaar te verleggen. Daarmee verschoof de lancering naar 2027. Begin 2023 doorstond het plan de preliminary design review maar het plan moest om budgettaire redenen worden aangepast. Op 16 april 2024 werd het definitieve plan uiteen gezet en goedgekeurd. De lancering wordt inmiddels in 2028 verwacht. Op 25 november 2024 boekte NASA de draagraket, een SpaceX Falcon Heavy.